# Sangria (medicina)
A sangria é uma modalidade de tratamento médico que estabelece a retirada de sangue do paciente como tratamento de doenças. Pode ser feita de diversas maneiras, incluindo o corte de extremidades, o uso de sanguessugas ou a flebotomia. As sangrias eram feitas com base em antigas teorias da medicina que supunha que o sangue, e outros fluídos corporais, eram vistos como "humores" que tinham de ser mantidos em equilíbrio para que o corpo se mantivesse saudável. Terá sido a prática médica mais comum desde antiguidade até finais do século XIX, por um período de quase 2000 anos. Na Europa, esta prática continuava a ser muito comum no final do século XVIII. Esta prática foi quase completamente abandonada pela medicina moderna, exceto para algumas doenças muito específicas. É possível que, historicamente, sem acesso a outros tratamentos para a hipertensão, as sangrias tivessem por vezes algum efeito benéfico, reduzindo temporariamente a pressão sanguínea pela redução do volume de sangue. Contudo, uma vez que a hipertensão é frequentemente assintomática e, portanto, impossível de diagnosticar sem métodos modernos, este efeito benéfico não seria intencional. Na esmagadora maioria dos casos, a prática histórica da sangria de doentes era prejudicial para os pacientes.

## Flebotomia

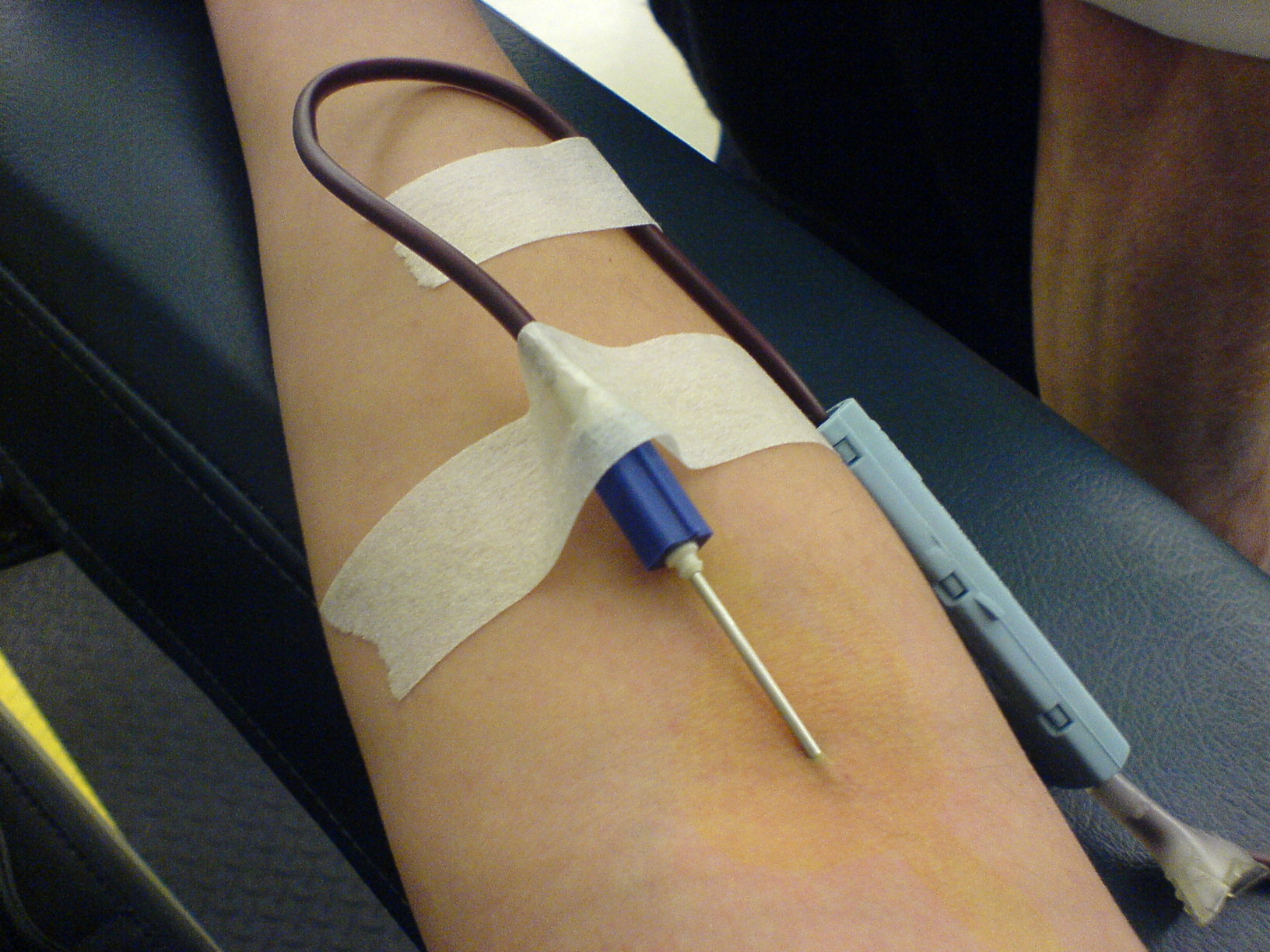
Punção da veia para retirada de sangue.

O método de sangria consiste em extração de sangue através de sistema estéril com agulha, equipo e bolsa de coleta, semelhante ao procedimento para doação de sangue. É utilizada principalmente para promover a redução dos estoques corpóreos de ferro, aumentados na hemocromatose ou para reduzir o excesso de hemácias na policitemia vera.
O termo "flebotomia" no Brasil também pode ser utilizado para descrever o procedimento cirúrgico onde há secção e inserção de cateter em uma veia periférica, seja para a administração de fármacos em um paciente de difícil acesso venoso (dificuldade em puncionar veias), seja para a inserção de cateter até o coração, para monitorização da pressão venosa central em pacientes graves. Nos E.U.A., o termo é utilizado para qualquer procedimento de punção da veia, seja para coleta de sangue para exames, seja para a retirada.

## Sanguessugas

### Histórico

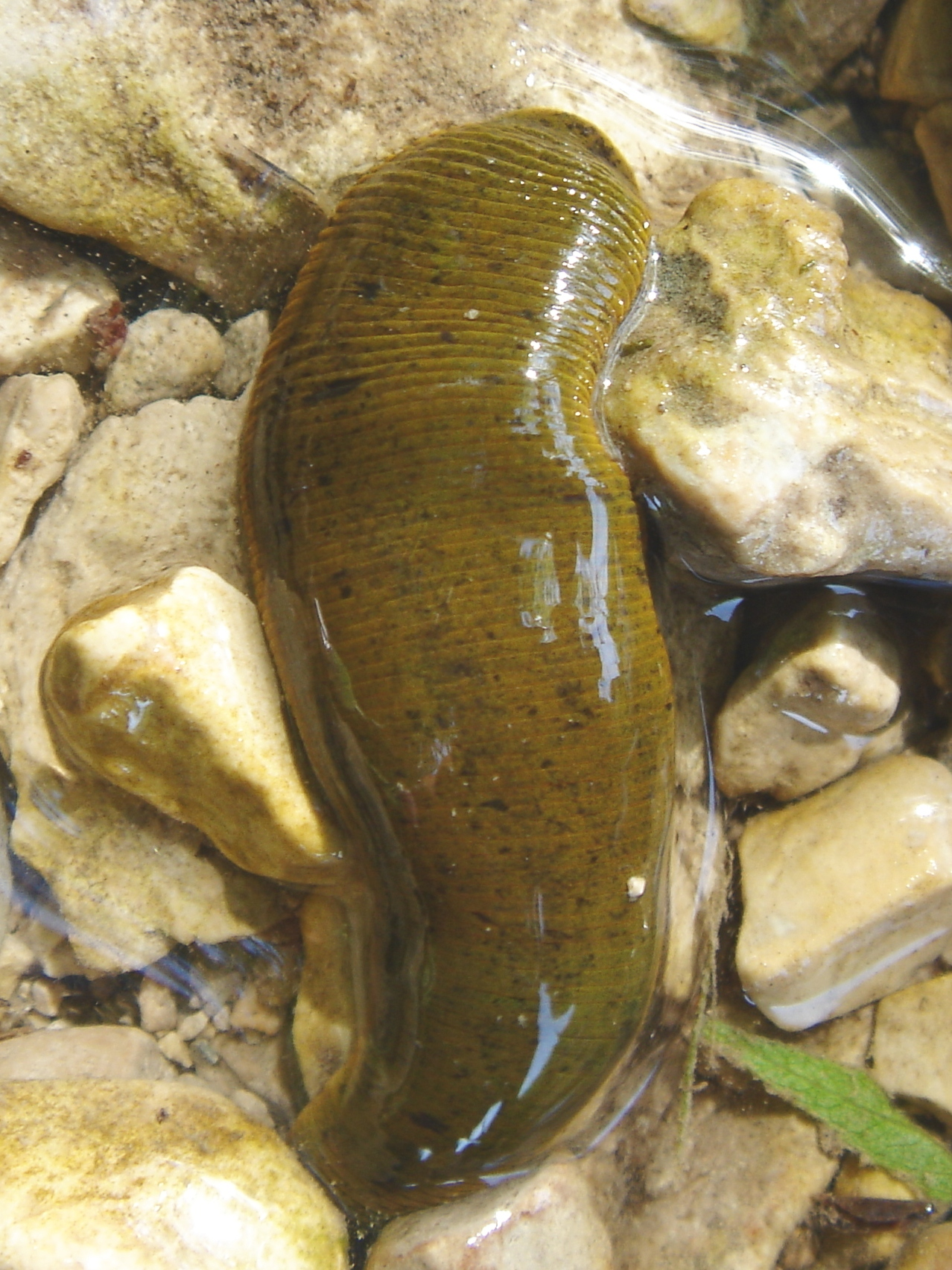
Sanguessuga

Sanguessugas tem sido utilizadas na prática médica desde a antiguidade, para um  espectro de patologias, com resultados benéficos, principalmente levando-se em consideração a escassez de opções terapêuticas. Essa técnica foi praticamente abandonada com o desenvolvimento da ciência médica, especialmente no que tange à terapêutica, durante o século XX.

### Indicações
Recentemente, estudos têm demonstrado que sanguessugas podem ser utilizadas com ótimos resultados em situações específicas, em especial amputações seguidas de microcirurgia reconstrutora. Nessa situação, há reconstrução das artérias, com reconstituição do fluxo arterial de sangue (entrada de sangue) no membro amputado, mas a reconstrução das veias nem sempre é tão eficaz e o fluxo venoso (saída do sangue) fica deficiente. Isso leva a um acúmulo de sangue no membro, o que prejudica muito a eficácia do reimplante e aumenta o risco da sua perda definitiva.
A sanguessuga nessa situação é aplicada no membro reimplantado, funcionando como uma "válvula de escape" para o sangue acumulado. O procedimento é indolor devido ao efeito anestésico da saliva do animal e seguro em relação a infecções se os devidos cuidados forem tomados. O efeito anestésico da saliva do animal pode ser utilizado em outras dores crônicas, como na osteoartrite.

### Características
A sanguessuga utilizada medicinalmente é a Hirudo medicinalis, que já foi tema de diversos estudos, especialmente em relação à sua saliva, que contém:
- hirudina, um potente anticoagulante
- um vasodilatador semelhante à histamina, que promove a dilatação e aumento no fluxo dos vasos sanguíneos locais
- hialuronidase, um anticicatrizante que serviria para manter o fluxo de sangue durante a mordida
- anestésico local

## Sangria na Medicina Tradicional Chinesa
A Medicina Tradicional Chinesa utiliza técnicas de sangria em pontos específicos do corpo, os conhecidos pontos de acupuntura. Cada ponto teria uma função, seja ela ligada à sua localização, ao meridiano ao qual pertenceria ou ao órgão ao qual seu meridiano estaria ligado. Nesta técnica, faz-se uma punção com agulhas conhecidas como lancetas, as mesmas utilizadas para fazer medição de glicose em pacientes diabéticos. Após a punção, retira-se uma pequena quantidade de sangue do ponto, alcançando o efeito desejado [carece de fontes?]. Em alguns casos utiliza-se ventosas em cima do local puncionado, para forçar a saída de sangue, visando aumentar a eficácia da técnica de sangria. A Medicina Tradicional Chinesa indica a sangria principalmente para casos de estagnação de Qi (energia vital) e Xue (Sangue), mas também existem várias outras indicações desta técnica.